# 福住村 (奈良県)
福住村（ふくすみむら）は奈良県北西部、山辺郡に属していた村。現在は天理市の東部、名阪国道福住インターチェンジ付近。

## 地理
大和高原（東山内）に位置していた村。現在の天理市域東部にあたる。福住・山田・長滝の大字からなる。

## 歴史

### 前近代
古代には闘鶏（つげ）国造の領域。『延喜式』に記載された都介（闘鶏）氷室があり、この氷室をめぐる神社として氷室神社がある。この氷室は『日本書紀』仁徳天皇62年条によれば、額田大中彦皇子が猟の際に発見したとされている。
中世に「福須美庄」という地名が現れるようになるが、由来は不明である。中世には、福住に福住氏（福住中定城、福住井之市城を構えた）、山田に山田氏が勢力を有した。戦国期、山田岩掛城主の山田道安（山田順貞）は、東大寺大仏殿の戦いで被害を受けた東大寺大仏の修復に寄与した人物で、画家としても知られる。

### 近代

#### 行政区画・自治体沿革
- 1889年（明治22年）4月1日 - 町村制の施行により、福住村、長滝村、山田村が合併し、福住村が成立。
- 1954年（昭和29年）4月1日 - 丹波市町、朝和村、二階堂村、柳本町、櫟本町と合併し、天理市が発足。同日福住村消滅。

## 名所・旧跡・祭事
- 氷室神社
- 虫送り（山田町） - 平成12年、天理市無形民俗文化財に指定[3]
- さる祭り（福住町別所・下之坊） - 平成20年、天理市無形民俗文化財に指定[4]

## 教育
- 福住村立福住中学校（1947年創立[5]。2021年より小中一貫化し天理市立福住小中学校）
- 福住村立福住小学校（1982年に（新）福住小学校に統合[6]）
- 福住村立山田小学校（1982年に（新）福住小学校に統合[6]）

## 交通
- 主要地方道田原本上野線

## 人物

### おもな出身者
- 前田あさの（龍あさの） - 初期の女性飛行士の一人[2]。